# Money money
Money money is een lied van de Pakistaans-Nederlandse rapper F1rstman, de Nederlandse rapper Josylvio, de Marokkaans-Nederlandse rapper Lijpe en de Nederlandse rapper Bollebof. Het werd in 2017 als single uitgebracht en stond in hetzelfde jaar als zesde track op het album At f1rst van F1rstman.

## Achtergrond
Money money is geschreven door Hassan Syed, Joost Theo Sylvio Yussef Abdel Galil Dowib, Abdel Achahbar, Eder Almeida Viera en Junior Martina en geproduceerd door Soundflow. Het is een nummer uit het genre nederhop. In het lied rappen de artiesten over een 'golddigger': een meisje dat alleen maar bij artiesten is vanwege hun vermogen. De single heeft in Nederland de gouden status.
Het is de eerste keer dat de artiesten met zijn vieren tegelijkertijd op een nummer te horen zijn. Onderling was er wel al een samenwerking; F1rstman en Bollebof leverden allebei een bijdrage aan het lied Round & round. Verder was het de eerste keer dat Lijpe en Josylvio samen een hitsingle hadden. Dit deden ze nogmaals met Vuurwerk, Day one, Het leven is een trip en Schakelen.

## Hitnoteringen
De artiesten hadden succes met het lied in de hitlijsten van Nederland. Het piekte op de 22e plaats van de Nederlandse Single Top 100 en stond twaalf weken in deze hitlijst. De Nederlandse Top 40 werd niet bereikt; het kwam hier tot de tweede plaats van de Tipparade.